# Dilomilis elata
Dilomilis elata là một loài thực vật có hoa trong họ Lan. Loài này được (Benth.) Summerh. mô tả khoa học đầu tiên năm 1961.